# Fellnerstraße 8 (Frankfurt am Main)

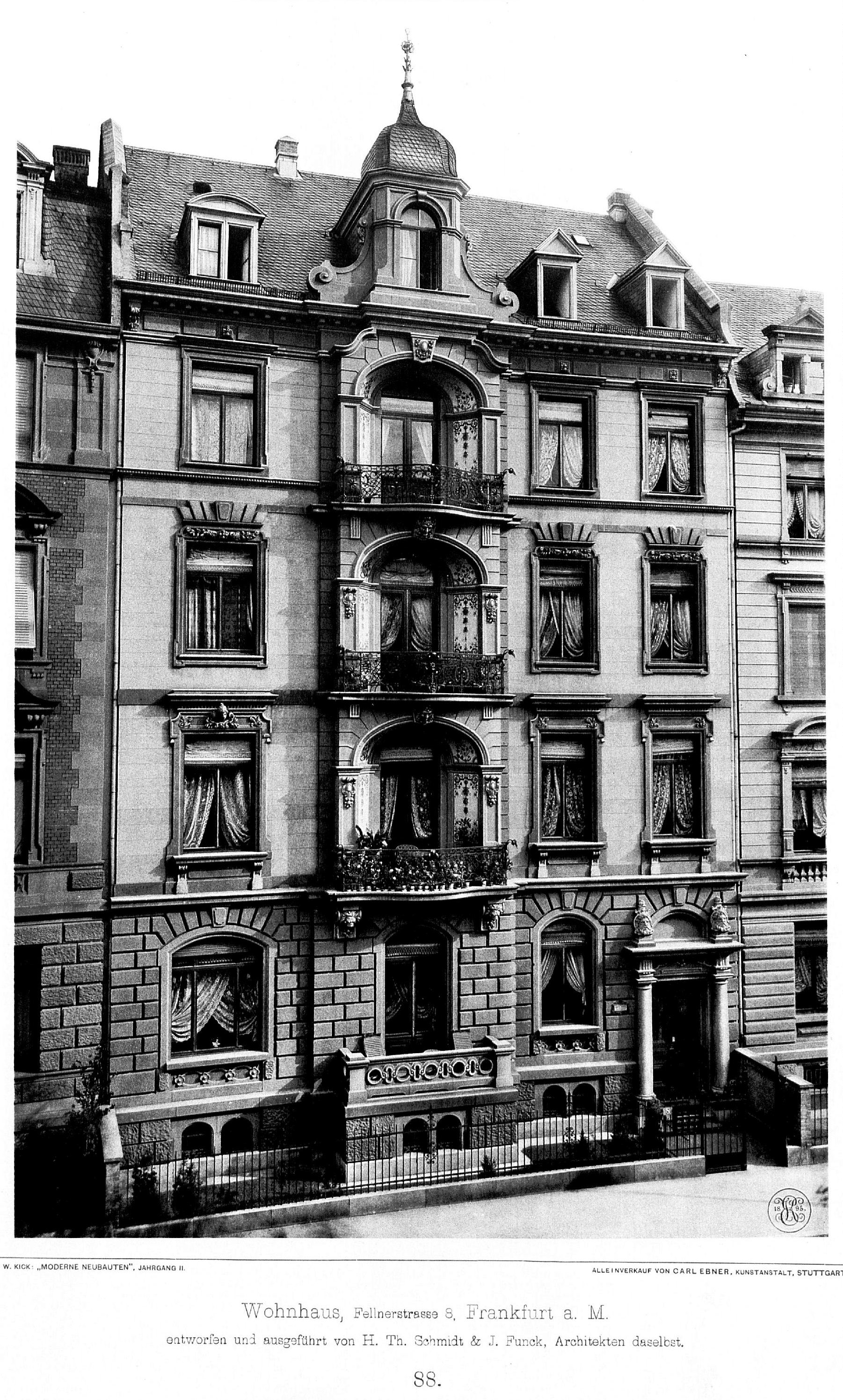
Wohnhaus Fellnerstraße 8 Frankfurt/Main

Das Mehrfamilienwohnhaus Fellnerstraße 8 war ein historistisches Gebäude in Frankfurt am Main, im Westend. Es ist nicht erhalten.

## Beschreibung
Das an der Fellnerstraße, einer Seitenstraße der Eschersheimer Landstraße, gelegene Gebäude wurde in den 1890er Jahren nach Plänen der Frankfurter Architekten Heinrich Theodor Schmidt und J. Funk erbaut. Dabei errichtete man das stilistisch zwischen Neobarock und Neorokoko changierende, viergeschossige Haus in geschlossener Bebauung zwischen zwei bereits vorhandenen Häusern. Die Fassade war in rotem Sandstein ausgeführt, die Gartenseite verputzt. Das Innere entsprach einer „elegant bürgerlichen Ausstattung“ seiner Zeit.
Heute befindet sich hier ein mehrgeschossiger Wohnkomplex mit Büro- und Praxennutzung.

## Weblink
Koordinaten: 50° 7′ 6,3″ N, 8° 40′ 39″ O